# Кун (співак)
Цянь Кун (кит.: 錢錕; англ. Qian Kun; нар. 1 січня 1996, Саньмін, провінція Фуцзянь, КНР), відомий під сценічним іменем Кун — китайський співак, що здобув популярність завдяки участі у південнокорейському гурті NCT та його саб'юніті WayV під керівництвом SM Entertainment. Його дебют із NCT відбувся у 2018 році, а у 2019 році він дебютував у його китайському підрозділі WayV.

## Біографія

### Ранні роки
Цянь Кунь народився 1 січня 1996 року в районі Ченгуань, повіт Тайнін, місто Саньмін, провінція Фуцзянь. Він — єдина дитина в сім'ї. Навчався в місцевих початковій та середній школі та в Пекінській академії сучасної музики на факультеті естрадного співу, на церемонії вручення дипломів якої 25 травня 2018 року виступив з промовою як видатний студент.
У дитячому та підлітковому віці Цянь Кун брав участь у шкільних музичних конкурсах, був ведучим шкільних та місцевих культурних заходів. Також був шкільним диктором.
У досить ранньому віці його помітила культурна медіакомпанія з Пекіну, оскільки він умів імітувати знаменитий писк російського співака Вітаса. Йому було запропоновано пройти навчання у Пекіні, проте батьки відмовилися відправляти сина далеко від дому. Він продовжив навчатися музики вдома. У 15-річному віці він почав самостійно складати пісні. У листопаді 2011 року Цянь Кун взяв участь у відборі змагання «У пошуках нових маленьких тигрів» («尋找新小虎隊»), не сказавши про це своїй сім'ї, де потрапив до десятки найкращих. У вересні 2012 року поїхав на навчання до Тайваню, де провів два роки.
У 2015 році Цянь Кун пройшов прослуховування, організоване SM Entertainment у Гуанчжоу і так став стажувальником у цій компанії. У цій ролі він провів 3 роки. 19 грудня 2015 року він дебютував серед учасників підготовчого проєкту SM Entertainment SM Rookies. 9 квітня 2016 року Кун відвідав 16-ту щорічну церемонію Billboard Music Awards, де разом з учасниками NCT U Теїлем, Дойоном та Джехьоном заспівав китайську версію пісні «Without You». Наступного дня відбувся офіційний реліз синглу «Without You». Це стала перша офіційно випущена пісня, у запису якої Кун взяв участь.

### 2018— донині: участь вNCTтаWayV
31 січня 2018 року SM Entertainment випустила трейлер «NCT 2018 Yearbook #1», у якому вперше було представлено Куна як учасника NCT. У рамках проєкту NCT 2018 Кун взяв участь у запису спільного треку «Black On Black» та музичного відео до нього. До проєктного альбому NCT 2018 Empathy також було включено сингл «Without You».
17 січня 2019 року відбувся дебют китайського підрозділу NCT — WayV з цифровим альбомом The Vision. Куна було призначено лідером цієї команди.
16 червня 2021 року дует Куна та іншого учасника WayV Сяоджуна під назвою WayV-KUN&XIAOJUN випустив сингл-альбом «Back to You».
1 жовтня 2021 року Кун став постійним діджеєм корейського радіо tbs eFM. Раніше він з'являвся як спеціальний діджей.
Веде відеоблог «KUN's Cloud».

## Творча діяльність

### Телешоу
| Рік  | Дата ефіру | Телеканал                           | Назва програми | Примітка                   |
| ---- | ---------- | ----------------------------------- | -------------- | -------------------------- |
| 2019 | 19 травня  | Workpoint TV                        | Beauty No.9    | таїландська програма краси |
| 2019 | 12 липня   | Чжецзянське супутникове телебачення | Keep Running   | 3 сезон, випуск 12         |

### Ведучий
| Lата ефіру                     | Телеканал  | Назва програми | Примітка          |
| ------------------------------ | ---------- | -------------- | ----------------- |
| 24 грудня — 31 грудня 2019 р   | MBC Music  | «Pink Festa»   | Пробна трансляція |
| 27 жовтня — 3 листопада 2020 р | MBC every1 | «Pink Festa»   | Ведучий           |

### Радіошоу
| Дата                                    | Радіостанція | Програма                            | Примітка           |
| --------------------------------------- | ------------ | ----------------------------------- | ------------------ |
| 19 та 26 листопада 2020 року            | tbs eFM      | «Щасливий Сеул» (乐动首尔(악동서울‪)‬ | Спеціальний гість  |
| 6 грудня 2020 — 22 серпня 2021 року     | tbs eFM      | «Щасливий Сеул» (乐动首尔(악동서울‪)‬ | Постійний гість    |
| 18-24 січня 2021 року                   | tbs eFM      | «Щасливий Сеул» (乐动首尔(악동서울‪)‬ | Спеціальний діджей |
| 1-14 квітня 2021 року                   | tbs eFM      | «Щасливий Сеул» (乐动首尔(악동서울‪)‬ | Спеціальний діджей |
| 2-8 серпня 2021 року                    | tbs eFM      | «Щасливий Сеул» (乐动首尔(악동서울‪)‬ | Спеціальний діджей |
| 13 серпня 2021 року                     | tbs eFM      | «Щасливий Сеул» (乐动首尔(악동서울‪)‬ | Спеціальний гість  |
| 13 вересня — 30 вересня 2021 року       | tbs eFM      | «Щасливий Сеул» (乐动首尔(악동서울‪)‬ | Спеціальний діджей |
| 1 жовтня 2021 року — 1 жовтня 2022 року | tbs eFM      | «Щасливий Сеул» (乐动首尔(악동서울‪)‬ | Постійний діджей   |

### Фотосесії
| Рік  | Вдання          | Назва         | Країна         | Примітка                               |
| ---- | --------------- | ------------- | -------------- | -------------------------------------- |
| 2018 | Травневий номер | Arena Homme + | Південна Корея | разом з учасниками NCT Чону та Лукасом |
| 2018 | Випуск 79       | star1         | Південна Корея | разом з учасниками NCT Чону та Лукасом |
| 2019 | Жовтневий номер | Ginger        | КНР            | разом з учасником NCT ВінВіном         |